# Пахомовка (Рязанская область)
Пахомовка — населённый пункт, входящий в состав Ключанского сельского поселения Кораблинского района Рязанской области.

## Географическое положение
Пахомовка находится в восточной части Кораблинского района, в 20 км к востоку от райцентра.
Ближайшие населённые пункты:

— деревня Петрово в 7 км к востоку по грунтовой дороге;

— посёлок Быковская Степь в 3 км к западу по грунтовой дороге.

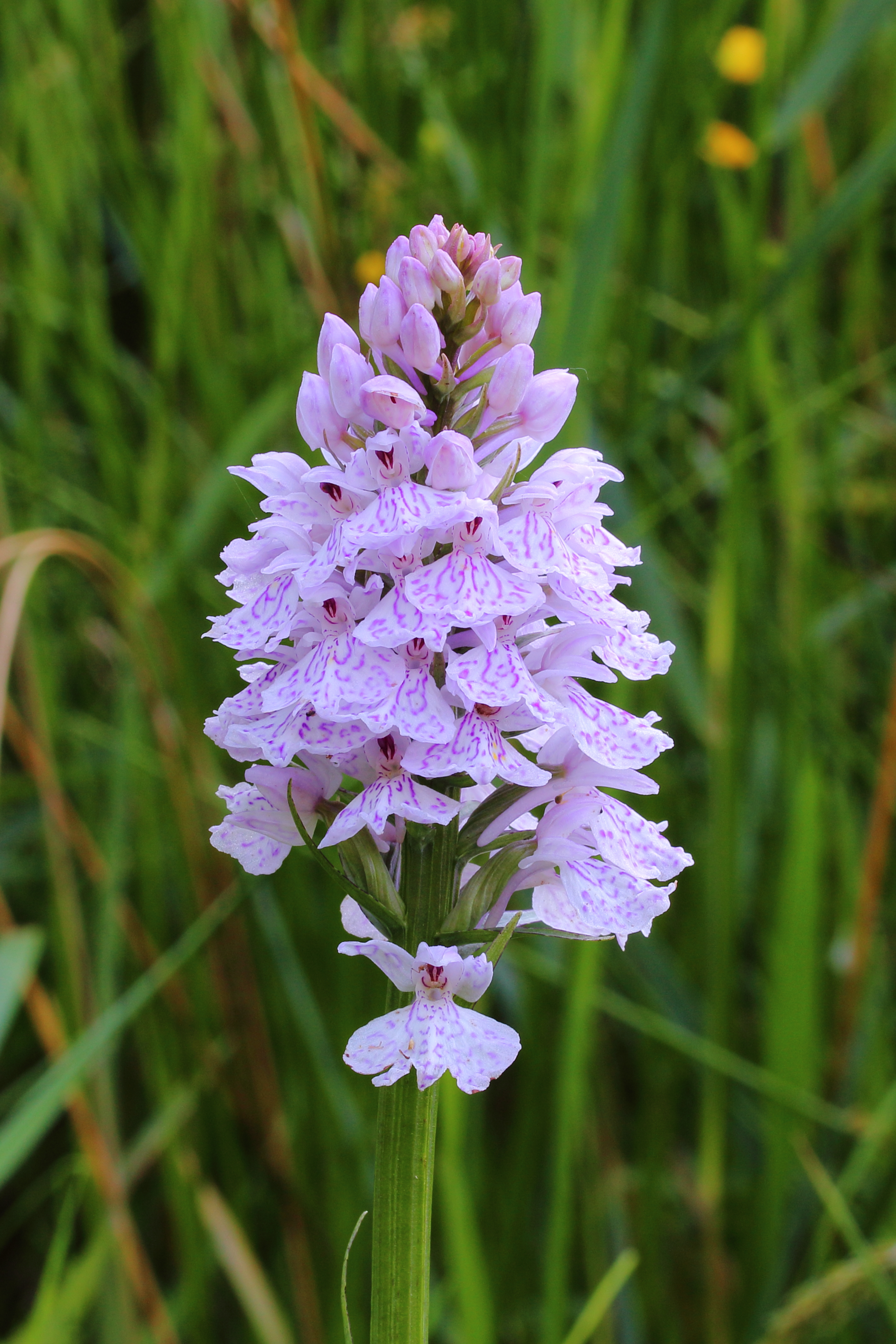
Пальчатокоренник пятнистый (занесён в Красную книгу Рязанской области

## Природа
Болото Лесное
Решением Рязанского облисполкома «О сохранении в естественном состоянии торфяных месторождений и видов растений на территории Рязанской области» от 20 января 1983 г. № 30/2: организован заказник «Болото без названия». Позже оно было названо Лесным.
Создана особо охраняемая природная территория в целях сохранения в естественном состоянии торфяных месторождений, имеющих научную ценность, являющихся регулятором водного режима рек и озер.
Площадь памятника природы — 115.000 га.
Охраняемый вид — Пальчатокоренник пятнистый, растение было занесено в Красную книгу Рязанской области.

## Население
| 2010 |
| ---- |
| 1    |

## Инфраструктура
Дорожная сеть
В 3 километрах проходит автотрасса муниципального значения «Княжое-Ключ», от которой отходит грунтовое ответвление.